# 内华达城 (加利福尼亚州)
内华达城（英語：Nevada City），是美国加利福尼亚州内华达县下属的一座城市，也是該郡首府。建市于1856年4月19日，面积大约为2.19平方英里（5.7平方公里）。根据2010年美国人口普查，该市有人口3,068人。